# ناوچه سبک کلاس راتاناکوسین
ناوچهٔ سبک کلاس راتاناکوسین (به انگلیسی: Ratanakosin-class corvette) یک کلاس از کشتی به طول ۷۶٫۸۲ متر (۲۵۲ فوت ۰ اینچ) است.